# Gestion d'actifs
 (juin 2022).
Si vous disposez d'ouvrages ou d'articles de référence ou si vous connaissez des sites web de qualité traitant du thème abordé ici, merci de compléter l'article en donnant les références utiles à sa vérifiabilité et en les liant à la section « Notes et références ».
La gestion d'actifs (ou « gestion de portefeuille », en anglais, asset management), est une activité financière qui consiste à gérer des capitaux, ou bien détenus en propre (capital propre) ou bien confié par un investisseur. L'objectif de la gestion d'actifs est de dégager le meilleur rendement possible en fonction d'un niveau de risque choisi.

## Définition

### Concept
Un actif est, sur le plan comptable, un élément identifiable du « patrimoine », lequel représente l'ensemble des biens dont une entité (entreprise, ou particulier) possède la propriété. L'actif est alors traduit en termes de valorisation, il doit correspondre à une certaine valeur comptable, une estimation au plus près du marché. De plus, cette traduction est une opération de liquidation, sans quoi l'actif ne peut être géré. La « réalisation » d'un actif, est, au sens littéral, le transfert d'un bien propre, en flux financier.
La gestion d'actifs fait référence, au sens large, à toute pratique qui consiste en la mise en œuvre de « stratégies » pour faire fructifier des titres financiers, autrement dit, des valeurs mobilières valorisées, selon le modèle de l'offre et de la demande : plus un actif est recherché, plus sa valeur augmente. 
La gestion d'actifs est le fait de fonds d'investissement professionnels de plusieurs types. Les investissements peuvent être réalisés dans des classes d'actifs différents, tels que des actions boursières, des produits obligataires et monétaires, des propriétés immobilières, des matières premières, etc.
La gestion d'actifs est parfois divisée en deux segments : la gestion d'actifs classique et la gestion alternative. Les techniques de gestion alternative sont utilisées par des fonds de couverture (hedge funds).

### Typologie
Plusieurs types de gestion de portefeuille existent sur le plan juridique. La gestion sous mandat, d'abord, est un type de contrat où l'investisseur délègue totalement la gestion de son portefeuille au gérant. La gestion conseillée est un type de contrat où le gérant est force de proposition, mais ne peut intervenir directement sur le portefeuille ; l'investisseur garde le pouvoir de décision. Enfin, dans le cas d'une gestion pilotée, l'investisseur confie ses fonds au gérant pour qu’ils soient gérés selon l'orientation qu'il a préalablement choisie.

## Histoire
L'histoire de la gestion d'actifs est liée à celle du capital-investissement et à celle des marchés à terme et bourses de commerce. La crise de 1929 va d'abord mettre un frein considérable aux premiers gestionnaires, lesquels se sont révélés incapables d'assurer aux détenteurs de valeurs financières un minimum de sécurité en termes d'investissements et de retour sur capital investi (voir Glass-Steagall Act).  
Après 1945, les opérations de gré à gré augmentent, elles sortent du cadre qui consiste à avoir trois acteurs : un vendeur, un acheteur et un intermédiaire, lequel prend une commission pour service rendu. Ce cadre est censé rassuré l'investisseur : l'intermédiaire s'appuie en général sur des banques ou des organismes financiers supposés être solides et expérimentés.
L'opération prend place ici strictement entre le propriétaire de valeurs financières et le gestionnaire, d'où le nom en anglais, de private equity. À la fin des années 1960, du fait de la dérèglementation progressive des marchés financiers, d'abord aux États-Unis, puis en Europe, ce type d'opérations connaît une croissance de plus en plus rapide. Cette croissance est aussi liée à la gestion des flux financiers par le biais de l'informatique et des réseaux : les ordres d'achat-vente vont devenir quasiment instantanés, et des machines vont être capable de programmer des milliers d'opérations par minute, puis par seconde. L'ingénierie financière a donc pu émerger, au départ, en lien avec les universités américaines comme Stanford ou le MIT.
Ce genre de transactions a augmenté de façon importante depuis les années 2000 : aux États-Unis, 40 % des actions étaient échangées de gré à gré en 2014, contre 16 % en 2008.

## Principaux gestionnaires d'actifs
Le marché de la gestion d'actifs comprend un très grand nombre d'acteurs. Toutefois, les leaders mondiaux du secteur sont pour la plupart américains. Fin 2021, le trio de tête est composé de BlackRock, Vanguard et State Street. Dans le top 20 du secteur, on trouve quatre sociétés d'origine française, au premier rang desquelles Amundi, filiale du Crédit agricole.
Classement mondial des plus grosses sociétés de gestion d'actifs :
| Classement | Nom                | Total Montants des actifs（US$ Milliard） |
| ---------- | ------------------ | ----------------------------------------- |
| 1          | BlackRock          | 8 594                                     |
| 2          | The Vanguard Group | 7 252                                     |
| 3          | Fidelity           | 3 655                                     |
| 4          | State Street       | 3 481                                     |
| 5          | JPMorgan Chase     | 2 766                                     |
| 6          | Goldman Sachs      | 2 547                                     |
| 7          | Allianz Group      | 2 285                                     |
| 8          | Capital Group      | 2 175                                     |
| 9          | Amundi             | 2 031                                     |
| 10         | UBS                | 1 845                                     |

### Sources
- Arnaud Thauvron, Gestion de patrimoine : stratégies juridiques, fiscales et sociales, [Éd.] 2021-2022., Malakoff, Dunod, 2021.
- Gilles Mougenot, Xavier Jaspar et Louis de Lestanville (préf. Christian Poncelet), Tout savoir sur le capital investissement : Capital risque - capital développement - LBO, Paris, Gualino éditeur, coll. « City & York », mai 2007, 4e éd., 394 p. (ISBN 978-2-297-00422-0)